# Championnat du Mato Grosso de football
Le Championnat du Mato Grosso (en portugais : Campeonato Mato-Grossense) est une compétition brésilienne de football se déroulant dans l'État du Mato Grosso et organisée par la Fédération du Mato Grosso de football. Jusqu'en 1979, la compétition accueillait les clubs du Mato Grosso do Sul.

## Organisation
Première division.
- Première phase :
  - Les équipes sont réparties en deux groupes de six.
  - Matchs aller-retours, chaque équipe affronte deux fois les autres équipes.
  - Série éliminatoire en matchs aller-retours entre les vainqueurs des deux groupes.
  - Les derniers des deux groupes sont relégués en division inférieure.

- Deuxième phase :
  - Les équipes sont réparties en deux groupes de six.
  - Matchs aller-retours, chaque équipe affronte deux fois les autres équipes.
  - Série éliminatoire en matchs aller-retours entre les vainqueurs des deux groupes.

- Troisième phase (si nécessaire) :
  - Série éliminatoire en matchs aller-retours entre les vainqueurs de la première et de la deuxième phase.

Le club qui remporte les deux premières phases est sacré champion. Sinon, la troisième phase détermine le champion. Comme pour les autres championnats d'État brésilien, les règles sont susceptibles d'être modifiées à chaque début de saison.

## Clubs de l'édition 2007
Première division :
- Barra do Garças FC
- Cacerense EC
- CE Dom Bosco
- GE Jaciara
- SER Juventude
- Luverdense EC
- Mixto EC
- Operário FC Ltda.
- Sinop FC
- SE Vila Aurora
- Sorriso EC
- União EC

## Palmarès
| Saison | Champion                   |
| ------ | -------------------------- |
| 1943   | Mixto EC (1)               |
| 1944   | Americano FC (1)           |
| 1945   | Mixto EC (2)               |
| 1946   | Atlético Matogrossense (1) |
| 1947   | Mixto EC (3)               |
| 1948   | Mixto EC (4)               |
| 1949   | Mixto EC (5)               |
| 1950   | Atlético Matogrossense (2) |
| 1951   | Mixto EC (6)               |
| 1952   | Mixto EC (7)               |
| 1953   | Mixto EC (8)               |
| 1954   | Mixto EC (9)               |
| 1955   | Atlético Matogrossense (3) |
| 1956   | Atlético Matogrossense (4) |
| 1957   | Atlético Matogrossense (5) |
| 1958   | CE Dom Bosco (1)           |
| 1959   | Mixto EC (10)              |
| 1960   | CE Dom Bosco (2)           |
| 1961   | Mixto EC (11)              |
| 1962   | Mixto EC (12)              |
| 1963   | CE Dom Bosco (3)           |
| 1964   | Operário FC Ltda. (1)      |
| 1965   | Mixto EC (13)              |
| 1966   | CE Dom Bosco (4)           |
| 1967   | Operário FC Ltda. (2)      |
| 1968   | Operário FC Ltda. (3)      |
| 1969   | Mixto EC (14)              |
| 1970   | Mixto EC (15)              |
| 1971   | CE Dom Bosco (5)           |
| 1972   | Operário FC Ltda. (4)      |
| 1973   | Operário FC Ltda. (5)      |
| 1974   | Operário FC (1)            |
| 1975   | EC Comercial (1)           |
| 1976   | Operário FC (2)            |
| 1977   | Operário FC (3)            |
| 1978   | Operário FC (4)            |
| 1979   | Mixto EC (16)              |
| 1980   | Mixto EC (17)              |
| 1981   | Mixto EC (18)              |
| 1982   | Mixto EC (19)              |
| 1983   | Operário FC Ltda. (6)      |
| 1984   | Mixto EC (20)              |
| 1985   | Operário FC Ltda. (7)      |
| 1986   | Operário FC Ltda. (8)      |
| 1987   | Operário FC Ltda. (9)      |
| 1988   | Mixto EC (21)              |
| 1989   | Mixto EC (22)              |
| 1990   | Sinop FC (1)               |
| 1991   | CE Dom Bosco (6)           |
| 1992   | Sorriso EC (1)             |
| 1993   | Sorriso EC (2)             |
| 1994   | Operário FC Ltda. (10)     |
| 1995   | Operário FC Ltda. (11)     |
| 1996   | Mixto EC (23)              |
| 1997   | Operário FC Ltda. (12)     |
| 1998   | Sinop FC (2)               |
| 1999   | Sinop FC (3)               |
| 2000   | SER Juventude (1)          |
| 2001   | SER Juventude (2)          |
| 2002   | Operário FC Ltda. (13)     |
| 2003   | Cuiabá EC (1)              |
| 2004   | Cuiabá EC (2)              |
| 2005   | SE Vila Aurora (1)         |
| 2006   | Operário FC Ltda. (14)     |
| 2007   | Cacerense EC (1)           |
| 2008   | Mixto EC (24)              |
| 2009   | Luverdense EC (1)          |
| 2010   | União EC (1)               |
| 2011   | Cuiabá EC (3)              |
| 2012   | Luverdense EC (2)          |
| 2013   | Cuiabá EC (4)              |
| 2014   | Cuiabá EC (5)              |
| 2015   | Cuiabá EC (6)              |
| 2016   | Luverdense EC (3)          |
| 2017   | Cuiabá EC (7)              |
| 2018   | Cuiabá EC (8)              |
| 2019   | Cuiabá EC (9)              |
| 2020   | Nova Mutum (1)             |
| 2021   | Cuiabá EC (10)             |
| 2022   | Cuiabá EC (11)             |
| 2023   | Cuiabá EC (12)             |
| 2024   | Cuiabá EC (13)             |

## Bilan
| Club                   | Titres | Années |
| ---------------------- | ------ | --- |
| Mixto EC               | 24     | 1943, 1945, 1947, 1948, 1949, 1951, 1952, 1953, 1954, 1959, 1961, 1962, 1965, 1969, 1970, 1979, 1980, 1981, 1982, 1984, 1988, 1989, 1996, 2008 |
| Operário FC Ltda.      | 14     | 1964, 1967, 1968, 1972, 1973, 1983, 1985, 1986, 1987, 1994, 1995, 1997, 2002, 2006                                                             |
| Cuiabá EC              | 13     | 2003, 2004, 2011, 2013, 2014, 2015, 2017, 2018, 2019, 2021, 2022, 2023, 2024                                                                   |
| CE Dom Bosco           | 6      | 1958, 1960, 1963, 1966, 1971, 1991 |
| Atlético Matogrossense | 5      | 1946, 1950, 1955, 1956, 1957 |
| Operário FC            | 4      | 1974, 1976, 1977, 1978 |
| Sinop FC               | 3      | 1990, 1998, 1999 |
| Luverdense EC          | 3      | 2009, 2012, 2016 |
| Sorriso EC             | 2      | 1992, 1993 |
| SER Juventude          | 2      | 2000, 2001 |
| Americano FC           | 1      | 1944 |
| EC Comercial           | 1      | 1975 |
| SE Vila Aurora         | 1      | 2005 |
| Cacerense EC           | 1      | 2007 |
| União EC               | 1      | 2010 |
| Nova Mutum             | 1      | 2020 |